# Qélé, Qélé
«Qélé, Qélé» (en armenio: Քելե Քելե; en español: «Ven, ven») es una canción por la cantante armenia Sirusho que fue compuesta por H.A. Der-Hovagimian. Es presentado en inglés y armenio y representó a Armenia en la Festival de la Canción de Eurovisión 2008.

## Historia
Después de la composición inicial y sugerimientos de la letra por el compositor y productor H.A. Der-Hovagimian, la letra fue escrita por Sirusho sí misma. «Qélé, Qélé» ganó la final nacional de Armenia el 8 de marzo de 2008.
Después, la canción entró en la competición en la primera semifinal europea el 20 de mayo y se clasificó para la final que tuvo lugar el 24 de mayo. La canción terminó en 4º lugar, con 199 puntos, y recibió los más doce puntos, ocho en total, en la competición.
La canción se convirtió en muy popular en áreas donde se habla el griego. Fue emitido mucho en London Greek Radio en el Reino Unido, y ha figurado en un episodio de la serie X Factor de Grecia y Chipre.